# 오사코 유야
오사코 유야(일본어: 大迫 勇也, 1990년 5월 18일 ~ )는 일본 축구 선수로 가고시마현 가세다시 (현:미나미사쓰마시) 출신이며, 현재 비셀 고베에서 스트라이커로 활약 중이다.
2014년, 2018년 월드컵 멤버. 전국 고등학교 축구 선수권대회 최다 득점 기록(제87회 10득점) 보유자.

## 구단 경력
그는 2009년 J1리그의 가시마 앤틀러스에 입단했다. 2009년에 J1리그, 2011년과 2012년 2번의 J리그컵 우승을 차지했다. 2014년 TSV 1860 뮌헨로 이적했다. 그 후 1. FC 쾰른로 이적했다. 2014년부터 2018년까지 1. FC 쾰른에서 108경기에 출전하여, 15득점을 넣었다. 2018년부터 2021년까지 SV 베르더 브레멘에서 뛰었다. 2021년 J1리그의 비셀 고베로 이적했다. 2023년과 2024년 2번의 J1리그 우승을 차지했다. 2023년 리그 최다 득점자, 리그 MVP.

## 국가대표팀 경력
그는 2013년 EAFF 동아시안컵에 참가할 일본 국가대표팀에 발탁되었으며, 7월 21일 중국와의 경기에서 데뷔, 우승.
2014년과, 2018년 FIFA 월드컵에도 출전했다. 2018년 6월 19일 2018년 월드컵 조별 리그 첫 경기 콜롬비아전에서 후반 28분 결승 헤딩 골을 기록, 일본의 2-1 승리를 이끌어 경기 '맨 오브 더 매치 (MOM)'에 선정되었다.
2019년 AFC 아시안컵 준우승에 기여했다. 그는 2022년까지 국제 A매치 통산 57경기에 출전, 25득점을 넣었다.

## 통계

### 구단
| 클럽             | 시즌               | 리그 | 리그 | 리그 | 클럽 대항전     | 클럽 대항전 | 클럽 대항전 |
| 클럽             | 시즌               | 출전 | 득점 | 도움 | 대회            | 출전        | 득점        |
| ---------------- | ------------------ | ---- | ---- | ---- | --------------- | ----------- | ----------- |
| 1. FC 쾰른       | 분데스리가 2014-15 | 28   | 3    | 3    | ―               | ―           | ―           |
| 1. FC 쾰른       | 분데스리가 2015-16 | 25   | 1    | 0    | ―               | ―           | ―           |
| 1. FC 쾰른       | 분데스리가 2016-17 | 30   | 7    | 6    | ―               | ―           | ―           |
| 1. FC 쾰른       | 분데스리가 2017-18 | 25   | 4    | 2    | UEFA 유로파리그 | 6           | 2           |
| SV 베르더 브레멘 | 분데스리가 2018-19 | 21   | 3    | 2    | ―               | ―           | ―           |
| SV 베르더 브레멘 | 분데스리가 2019-20 | 18   | 4    | 1    | ―               | ―           | ―           |

### 국가대표팀
| 일본 | 일본 | 일본 |
| 연도 | 출전 | 득점 |
| ---- | ---- | ---- |
| 2013 | 6    | 3    |
| 2014 | 6    | 0    |
| 2015 | 3    | 0    |
| 2016 | 2    | 2    |
| 2017 | 8    | 2    |
| 2018 | 12   | 3    |
| 2019 | 8    | 5    |
| 2020 | 1    | 0    |
| 2021 | 9    | 9    |
| 2022 | 2    | 1    |
| 통산 | 57   | 25   |

## 수상

### 클럽
가시마 앤틀러스
- J1리그 : 우승 (2009)
- 천황배 : 우승 (2010), 4강 (2012)
- J리그컵 : 우승 (2011, 2012)
- 일본 슈퍼컵 : 우승 (2009, 2010), 준우승 (2011)
- J리그컵 / 코파 수다메리카나 챔피언십 : 우승 (2012, 2013)

### 국가대표팀
일본
- EAFF E-1 풋볼 챔피언십 : 우승 (2013)
- AFC 아시안컵 : 준우승 (2019)

### 개인
- J리그컵 MVP : 2011
- J리그컵 득점왕 : 2012 (7골)
- J1리그 베스트 11 : 2013, 2023
- 2018년 FIFA 월드컵 맨 오브 더 매치 : vs. 콜롬비아 (조별리그)
- 일본 올해의 선수 : 2018
- AFC 아시안컵 팀 오브 토너먼트 : 2019
- J1리그 득점왕 : 2023 (22골)
- J1리그 최우수 선수상 : 2023